# شانس دوباره برای عشق
شانس دوباره برای عشق (انگلیسی: Second Shot at Love؛‏ کره‌ای: 금주를 부탁해) یک مجموعه تلویزیونی محصول کره جنوبی در ژانر کمدی رمانتیک به نویسندگی میونگ سو هیون و جون جی هیون، به کارگردانی چانگ یو جونگ و با بازی چوی سو یونگ و گونگ میونگ است. داستان دربارهٔ هان گوم جو و سو یی جون است که با دیدگاه‌های متفاوت خود نسبت به نوشیدن الکل، مسیر پیچیده‌ای را برای یافتن دوبارهٔ عشق طی می‌کنند. این مجموعه از ۱۲ مه ۲۰۲۵، روزهای دوشنبه و سه‌شنبه ساعت ۲۰:۵۰ (کی‌اس‌تی) از تی‌وی‌ان پخش شد. همچنین برای استریم در تیوینگ در کره جنوبی و در ویو و ویکی در مناطق منتخب قابل دسترسی است.

## بازیگران

### اصلی
- چوی سو یونگ در نقش هان گوم جو[۲]
- گونگ میونگ در نقش سو یی جون[۲]
- کیم سونگ ریونگ در نقش کیم گوانگ اوک[۲]
- کیم سانگ هو در نقش هان جونگ سو[۲]
- جو یون هی در نقش هان هیون جو[۲]
- کانگ هیونگ سوک در نقش بونگ سون ووک[۳]